# 1846

## أحداث
- تأسيس مدينة مدينة سوان هيل وتقع حاليا في أستراليا.
- تأسيس مدينة إبسوتش وتقع حاليا في أستراليا.
- تأسيس مدينة بلومفونتين وتقع حاليا في جنوب أفريقيا.
- تأسيس مدينة أورانج وتقع حاليا في أستراليا.
- 9 يونيو: تأسيس مدينة هاميلتون وتقع حاليا في كندا.
- حصار قلعة تكساس في الفترة ما بين 3 مايو و9 مايو.
- بداية الحرب المكسيكية الأمريكية في 24 أبريل 1846 والتي انتهت في 2 فبراير 1848.
- نهاية حرب السيخ الأولى في 9 مارس 1846 والتي بدأت في 11 ديسمبر 1845.
- 23 سبتمبر - اكتشاف كوكب نبتون.
- 13 مايو - أمريكا تعلن الحرب على المكسيك.
- استقلال ليبيريا.

## مواليد
- أنطونيو أبيتي
- بطرس غالي
- جاستون ماسبيرو
- جورج ويستينغهاوس
- رودلف أوكن
- سيمون بامبيرجر
- نكتاريوس الأجانيطي
- فلاديمير كوبن
- فيلهلم مايباخ
- هنريك سينكيفيتش
- ويليام روبرتسون سميث
- خواجة إحسان الله
- يوجين جريبو

## وفيات
- أوتو فون كوتزيبو
- جيمس فينر
- دانيال رودني
- فريدريك لست
- نيقولاي ألكسيافتش بووليفوي
- هنري ميدلتون
- إبراهيم الموسوي القزويني